# Juan Pablo Torres
Juan Pablo Torres Morell (Puerto Padre, 17 de agosto de 1946-Miami, 17 de abril de 2005) fue un trombonista de jazz, productor musical, director de orquesta y arreglista cubano. Fue considerado uno de los mejores trombonistas del jazz latino.

## Biografía
Oriundo del Oriente de Cuba, se graduó en la Escuela Nacional de Arte (ENA) en año y medio y desde 1967 tocó en la 'Orquesta Cubana de Música Moderna' de Armando Romeu, donde se encontraban Paquito D'Rivera, Arturo Sandoval y Chucho Valdés. A partir de mediados de los años 1970 sacó al mercado una serie de álbumes de jazz latino bajo su propio nombre. En los años siguientes trabajó en Cuba y, más tarde, en Estados Unidos con músicos como Dizzy Gillespie, Don Cherry, Gato Barbieri, Mongo Santamaría, Slide Hampton, Astor Piazzolla, Steve Gadd, Charles Aznavour, Hilton Ruiz, Néstor Torres o Giovanni Hidalgo, entre otros. En 2001 participó en el proyecto Cuban Masters, donde tocó con Cachao y Alfredo "Chocolate" Armenteros; el álbum resultante, Cuban Masters, Los Originales fue nominado para varios Grammy Latinos.
Juan Pablo Torres también trabajó como productor para el sello discográfico estatal cubano EGREM. En 1984 estuvo en Italia, donde grabó la música de Astor Piazzolla para el largometraje Enrico IV de Marco Bellocchio. En 1992 viajó a España con su esposa Elsa Lazo para celebrar varias actuaciones. Allí tuvo la oportunidad de seguir trabajando en el Conservatorio Superior de Música de Zaragoza y ya no regresó a Cuba. Al año siguiente se trasladó a Miami. En los años 2000 produjo Generoso ¡que bueno toca usted! como tributo al que fue trombonista de Beny Moré entre los años 1955 y 1959, Generoso Jiménez o Juntos de nuevo con  Chucho Valdés y otros músicos cubanos. Su último trabajo fue la dirección y arreglos de Clara, canción incluida en la banda sonora de la película Para que no me olvides de Patricia Ferreira. Falleció en Miami a causa de un tumor cerebral.